# Joanna Pach
Joanna Pach-Żbikowska (ur. 3 kwietnia 1980 w Oleśnicy) – polska aktorka filmowa, radiowa i dubbingowa, także prezenterka telewizyjna i współautorka programów.

## Praca lektorska
Współpracuje z Teatrem Polskiego Radia przy słuchowiskach, a na stałe przy słuchowisku Matysiakowie jako Małgosia Piekarska.
Jest też lektorką w Cartoon Network. Zajmowała się tłumaczeniem Klubu Bystrzaków.

## Filmografia
- 1997: Klan – asystentka właścicielki zespołu dziecięcego „Arlekin”
- 2001–2009, od 2011: Na dobre i na złe – pielęgniarka Asia Kalinowska
- 2002: As – pracownica księgarni (odc. 1)
- 2003, 2007: M jak miłość – kelnerka (odc. 142, 479, 480)
- 2005: Pensjonat pod Różą – pielęgniarka (odc. 49, 61, 94, 95)
- 2007–2008, 2010–2011: Plebania – pielęgniarka
- 2008: Trzeci oficer – kelnerka w zajeździe (odc. 7)
- 2011, 2015: Barwy szczęścia – pracownica firmy Marii (odc. 601, 606, 1244, 1256, 1316)
- 2013: Południk zerowy – żona
- od 2014: Na sygnale – pielęgniarka Asia Kalinowska
- 2018: W rytmie serca – uczennica Liceum Ogólnokształcącego w Kazimierzu Dolnym (odc. 25)
- 2018: Drogi wolności – pracownica poczty (odc. 12)
- 2019: Za marzenia – klientka (odc. 19)
- 2019: Przyjaciółki – recepcjonistka (odc. 164)

## Polski dubbing

### Filmy
- 1979: Królik Bugs: Zakręcona opowieść wigilijna – Clyde
- 1983: Dookoła świata z Willym Foggiem
- 1986: Mój mały kucyk – Fizia
- 1986: Wielki mysi detektyw – Olivia
- 1992: Powrót bałwanka Mrozika
- 1996: Błękitna strzała
- 1998: Kirikou i czarownica – Kirikou (druga wersja dubbingu)
- 1999: Metamorfoza
- 2000: Leć, leć w przestworza – Nina
- 2000: Życie i przygody Świętego Mikołaja
- 2000: Randka z wampirem – Tiffany
- 2001: Dwanaście okrążeń – Angela
- 2001: Panna Minoes – kocia agentka
- 2002: Elmo i święta – Kelly
- 2002: Możemy wygrać – Marisol
- 2002: Siostrzane rozgrywki
- 2003: Barbie z Jeziora Łabędziego – Maria
- 2003: Dyl Sowizdrzał
- 2004: Wyprawa po świąteczne pisanki
- 2004: Troskliwe misie – Podróż do krainy Chichotów
- 2004: Chłopięca przyjaźń
- 2005: Księżniczka na lodzie – Ann
- 2005: Bratz: Anioły rocka
- 2005: Kirikou i dzikie bestie
- 2006: Kacper: Szkoła postrachu – Mantha (wersja telewizyjna) / Monaco (wersja DVD)
- 2006: Franklin i skarb jeziora – Ślimak
- 2006: Wpuszczony w kanał
- 2006: Auta
- 2006: Barbie i 12 tańczących księżniczek – Fallon
- 2006: Gdzie jest Nowy Rok? – Żona inspektora
- 2006: Ciekawski George – Przechodzień
- 2006: Lis i pies 2 – Gwary
- 2006: Polly World – Tori
- 2006: Dziewczyny Cheetah 2
- 2006: Azur i Asmar
- 2007: Ben 10: Tajemnica Omnitrixa – Gwen Tennyson
- 2007: High School Musical 2
- 2007: Tom i Jerry: Dziadek do orzechów
- 2007: Wojownicze Żółwie Ninja – April O’Neil (wersja telewizyjna)
- 2007: Betsy Balonówna. Podróż przez Yummi-Land –
  - Libby Lynn Lilia,
  - Rachel Malinowy Rożek
- 2007: Wskakuj!
- 2007: Wielkie, złe święta – świnka #1
- 2007: Rycerz Binu – królewna (smoczyca) #1
- 2008: Barbie Mariposa –
  - Zinzi,
  - Syrenka #1
- 2008: Camp Rock – Ella
- 2008: Cziłała z Beverly Hills – Angela
- 2008: Barbie w Wigilijnej Opowieści –
  - Shely,
  - Tami
- 2008: Scooby Doo i król goblinów – księżniczka wróżek
- 2008: Piorun
- 2008: Delgo
- 2008: Wesołych świąt – Drake i Josh
- 2008: Krasnoludki i trolle – Junior
- 2008: Stich!
- 2009: O, kurczę! – Jamie Wynn
- 2009: Hannah Montana: Film
- 2009: Odlot
- 2009: Harry Potter i Książę Półkrwi
- 2009: Przyjacielskie Śniegusie: Zimowa opowieść
- 2009: Gwiazda Kopernika
- 2009: Podniebny pościg – Julie Gunn
- 2009: Czarodzieje z Waverly Place: Film – Giselle
- 2009: Najlepszy kontakt
- 2009: Dzwoneczek i zaginiony skarb
- 2009: Barbie i trzy muszkieterki – Miette
- 2009: Dom baśni
- 2009: Delfin Plum – Bączek
- 2009: Aksamitny królik – Królik
- 2009: Gooby
- 2009: Delfin Plum – Bączek
- 2010: Alicja w Krainie Czarów
- 2010: Scooby Doo: Abrakadabra-Doo – Madelyn Dinkley
- 2010: Camp Rock 2: Wielki finał – Ella
- 2010: Zaplątani
- 2010: Harriet szpieguje: Wojna blogów – Rachael Hennessy
- 2010: Brat zastępowy
- 2010: Zakochany wilczek – Lilly
- 2010: Legendy sowiego królestwa: Strażnicy Ga’Hoole
- 2010: Randka z gwiazdą – Alexis Bender
- 2010: Shrek Forever
- 2010: Zemsta futrzaków – Amber
- 2010: Dzwoneczek i uczynne wróżki
- 2010: Psy i koty: Odwet Kitty
- 2010: Żółwik Sammy – Sandra
- 2010: Barbie w świecie mody – Delphine
- 2010: Harry Potter i Insygnia Śmierci, Część 1
- 2011: Cziłała z Beverly Hills 2
- 2010: Ognisty podmuch – Jenna
- 2010: Winx Club: Magiczna przygoda – Flora
- 2010: Fuksja – mała czarodziejka
- 2011: Barbie i sekret wróżek – Carrie
- 2011: Benek rozrabiaka
- 2011: Strachy na psiaki
- 2011: Kumple z dżungli – kierunek biegun
- 2011: Goryl Śnieżek w Barcelonie – Kunta
- 2011: Przygoda w Paryżu – Maud
- 2011: Aniołki i spółka: Zielona szkoła – Raf
- 2011: Ben 10: Zniszczyć wszystkich kosmitów – Gwen
- 2011: Wymarzony luzer – Nicole Paterson
- 2011: Jednostka przygotowawcza: Aniołki kontra ancymony
- 2011: Nie ma to jak bliźniaki: Film
- 2011: Powodzenia, Charlie: Szerokiej drogi
- 2011: Wróżkowie chrzestni: Dorośnij Timmy!
- 2011: Happy Feet: Tupot małych stóp 2
- 2011: Zhu Zhu Pets: Wielka przygoda chomików
- 2011: Artur ratuje gwiazdkę
- 2011: Fineasz i Ferb: Podróż w drugim wymiarze
- 2011: Mali agenci: Wyścig z czasem
- 2011: Giganci ze stali
- 2011: Boska przygoda Sharpay – Amber Lee Adams
- 2011: Harry Potter i Insygnia Śmierci. Część II – Szara Dama
- 2011: Heca w zoo
- 2011: Auta 2
- 2012: Zambézia – Mała
- 2012: Frankenweenie
- 2012: Żółwik Sammy 2 – Annabel
- 2012: Let It Shine
- 2012: zwiastun filmu Hotel Transylwania
- 2012: Niesamowity Spider-Man
- 2012: Bunt FM – Cami Q
- 2013: Ratujmy Mikołaja! – Minty
- 2013: Scooby Doo: Upiór w operze –
  - Colette,
  - Nancy,
  - dziewczynka,
  - Emma Gale (w jednej scenie)
- 2014: Wielka draka w dżungli – Sacha
- 2018: Mirai – Mirai

### Seriale
- 1984–1992: The Cosby Show – Rudith „Rudy” Lillian Huxtable (Keshia Knight Pulliam)
- 1987–1990: Kacze opowieści (nowa wersja dubbingu) – Pingwinka na Antarktydzie (odc. 4)
- 1988–1994: Garfield i przyjaciele – Roselin (odc. 16a)
- 1991–1995: Taz-Mania – Jake (wersja z 2012 roku)
- 1991–1997: Przygody Misia Ruperta – Ping Pong
- 1992–1998: Batman
- 1994: Byli sobie wynalazcy – Pierrete
- 1998–2002: Kotopies – Wrzaska
- 2000: Błyśnij-błyskula – Mukka
- 2000–2006: Słowami Ginger – Blake
- 2001: Ach, ten Andy! –
  - Lori Mackney (w I i III serii na przemian z Olą Rojewską),
  - Asystentka reżysera (odc. 68)
- 2001: Noddy
- 2001–2003: Clifford – Laura
- 2001–2008: Rodzina Rabatków – Różyczka Rabatek
- 2002–2005: Co nowego u Scooby’ego?
- 2002–2005: Looney Tunes: Maluchy w pieluchach – Tweety
- 2002–2007: Naruto –
  - Sakura Haruno (od odc. 27),
  - Temari (odc. 80),
  - Shizune
- 2002–2008: Kredonia – Snap
- 2003: Szczenięce lata Clifforda – Flo
- 2003: O rety! Psoty Dudusia Wesołka – Mela
- 2003: Robociki – Kulka 1
- 2003: Legenda Nezha
- 2003–2005: Kaczor Dodgers – Kapitan Aurora Słonko
- 2003–2007: Świat Raven
- 2003–2007: Z życia nastoletniego robota – Jenny
- 2004: Koszmarny Karolek
- od 2004: Klub Winx jako Icy (sezony 5–7, Nickelodeon)
- 2004–2006: Liga Sprawiedliwych bez granic –
  - Kara (odc. 29)
  - Kate (odc. 10),
- 2004–2007: Danny Phantom – Jazz
- 2004–2007: Nieidealna – Patti Perez
- 2005: Podwójne życie Jagody Lee
- 2005: A.T.O.M. Alpha Teens On Machines
- 2005: Maggie Brzęczymucha – Maggie
- 2005: Robotboy – Lola
- 2005: Amerykański smok Jake Long – Haley Long
- 2005: Luluś – Biedronka Kropka
- 2005: Awatar: Legenda Aanga – Katara
- 2005: Spadkobiercy tytanów –
  - Nadzieja (odc. 13),
  - Echo (odc. 25)
- 2005–2008: Ben 10 – Gwen Tennyson
- 2005–2008: Nie ma to jak hotel –
  - Corrie
  - Lori (odc. 51),
  - Chelsea (odc. 58),
  - Reporterka telewizyjna (odc. 59),
  - Aktorka grająca Maddie (odc. 64/65),
  - Haley (odc. 66)
- 2006: Team Galaxy – kosmiczne przygody galaktycznej drużyny –
  - Scarletta (odc. 18),
  - Brett ’2’ (odc. 23),
  - Chloime (odc. 24)
- 2006: Czerwony traktorek – Ania
- 2006: Friday Wear – Diana
- 2006: Nowa szkoła króla – Malina
- 2006: Yin Yang Yo! – Yin
- 2006: Power Rangers: Mistyczna moc –
  - Clare,
  - Leelee Pimvare,
  - Gnatu
- 2006: H2O – wystarczy kropla –
  - Cleo Sertori,
  - Młoda Louise (odc. 23),
  - Dziewczynka (odc. 42)
- 2006: Fantastyczna Czwórka –
  - Alicja,
  - Frankie (odc. 7),
  - Reporterka (odc. 18),
  - Inne głosy
- 2006: Hannah Montana –
  - Nina, (odc. 5),
  - Becca (odc. 11),
  - Melisa (odc. 13),
- 2006: Gothic 3 – kobiety w grze
- 2006: Storm Hawks – Pani Cyklonis
- 2006: Pomocnik św. Mikołaja –
  - nauczycielka,
  - jeden z elfów,
  - kupiec (odc. 10)
- 2006: Kacper: Szkoła postrachu – Mantha
- 2006: Galactik Football – Yuki – kuzynka Ahito i Thrana
- 2006: Młodzi mistrzowie Shaolin – Hua
- 2006: Pokémon: Diament i Perła – Pokédex
- 2006: Całkiem nowe przygody Toma i Jerry’ego –
  - głos komputera Superdziewczyny (odc. 15c)
  - Tuffy (odc. 16b, 17b, 24a, 26b)
- 2006–2007: Klasa 3000 – Madison
- 2006–2008: Nowa szkoła króla – Malina
- 2007: Pokémon: Wymiar walki –
  - Pokédex,
  - Marble (odc. 7)
- 2007: Kucyki – Fizia
- 2007: Mali farmerzy – Simona
- 2007: Supercyfry – Cyfra 5
- 2007: Fred i Fiona – Fiona
- 2007: Śniegusie – Nikus
- 2007: Ben 10: Tajemnica Omnitrixa – Gwen Tennyson
- 2007: Ben 10: Wyścig z czasem – Gwen Tennyson
- 2007: W pułapce czasu – Jallina Amrak
- 2007: Szpiegowska rodzinka
- 2007: Sushi Pack – Wasabi
- 2007: Chop Socky Chooks: Kung Fu Kurczaki – Chick P / Chickadee Pow
- 2007: Najnowsze wydanie – DJ
- 2007: Wyspa totalnej porażki – Lindsay
- 2007: Nurkuj, Olly – Mini
- 2007: Magi-Nation –
  - Edyn,
  - Elle (odc. 1)
- 2007: Co gryzie Jimmy’ego? – serial – Księżniczka Gugulfa (odc. 13)
- 2007: Mój przyjaciel królik – Koral
- 2007: Freefonix – BB
- 2007: Bakugan: Młodzi wojownicy – Alice Gehabich
- 2007–2008: Czarodzieje z Waverly Place – Kierownik sklepu (odc. 1)
- 2007–2009: iCarly –
  - Terry James (odc. 1),
  - Prezenterka programu muzycznego (odc. 2),
  - Przedstawicielka organizacji rekordów świata – Marylin (odc. 10),
  - Suzan (odc. 13),
  - Wredna Harcerka (odc. 28),
  - Kathy (odc. 40),
  - Veronica (odc. 41)
- 2008: Hello Kitty – Kitty
- 2008: Niezwykła piątka na tropie – Allie
- 2008: Sam & Max: Sezon 1 – Sybilla Pandemia
- 2008: Małpy w kosmosie – Kosmici i spółka
- 2008: Wyspa totalnej porażki – Lindsay
- 2008: Świat Questa –
  - Gadający kamień #3 (odc. 2a),
  - Anna Maht
- 2008: Słoneczna Sonny – Tawni Hart
- 2008: Mass Effect – Liara T’Soni
- 2009: Nie ma to jak statek – Connie
- 2009: Ben 10: Obca potęga – Gwen
- 2009: Jonas – Macy Misa
- 2009: Plan Totalnej Porażki – Lindsay (odc. 1-10, 19-21)
- 2009: Transformers: Zemsta upadłych
- 2009: Dragon Age: Początek
- 2010: Wakfu – Amalia
- 2010: Bystre Oko
- 2010: Zwyczajny serial –
  - CJ
  - żona Śmierci (odc. 68)
- 2010: Moje życie ze mną – Birch
- 2010: Big Time Rush – Jo
- 2010: Mass Effect 2 – Rebekah Petrovsky
- 2010: Hot Wheels: Battle Force 5 – Seige
- 2010: Dzieciak kontra Kot – Phoebe, Fiona Munson
- 2010: Totalna Porażka w trasie – Lindsay
- 2010: Jake i Blake – Hope
- 2010: Jonas w Los Angeles – Macy Misa
- 2010: Aniołki i spółka – Sai
- 2010: Kot Prot na wszystko odpowie w lot – mrówka Cynthia (odc. 3a)
- 2011: Gormiti – Jessica
- 2011: Ben 10: Ultimate Alien – Gwen
- 2011: Bąbelkowy świat gupików – Ona
- 2011: Tajemnice domu Anubisa – Joy Mercer
- 2011: Przyjaciele z Kieszonkowa
- 2011: Aniołki i spółka: Zielona szkoła – Raf
- 2011: Tytan Symbionik – Księżniczka Ilana
- 2011: Z innej beczki – Tawni Hart
- 2011: Niesamowity świat Gumballa – Penny Fitzgerald
- 2011: Monster High – Frankie Stein
- 2011: My Little Pony: Przyjaźń to magia – Apple Bloom, Pielęgniarka
- 2012: Wodogrzmoty Małe –
  - Leniwa Klucha,
  - Tambry (odc. 5),
  - Pacyfika Północna (odc. 7-9, 23, 30)
- 2012: Littlest Pet Shop –
  - Christie (odc. 1, 14, 16, 25),
  - Znakomita prezenterka (odc. 3),
  - nauczycielka wuefu (odc. 4, 7),
  - prezenterka (odc. 5, 7),
  - Vi Tannabruzzo (odc. 8),
  - Madame Pom (odc. 10),
  - Karina 2 (odc. 12),
  - stylistka (odc. 13),
  - Cindeanna Mellon (odc. 21),
  - ciężarna kobieta (odc. 25),
  - doradca szkolny (odc. 26),
  - gwary (odc. 1-3, 6-8, 11-13, 15-18, 20-23, 25-26)
  - Ciocia Christie (odc. 40),
  - Madame Pom (odc. 48),
  - publiczność (odc. 60),
  - problemowe zwierzaki (odc. 60),
  - Velvet (odc. 62),
  - uczniowie (odc. 62)
- 2012: Klinika dla pluszaków –
  - Lulu (odc. 40)
  - Tycia Tesia (odc. 100)
- 2013: Chica Vampiro. Nastoletnia wampirzyca – doktor Nuts (odc. 3)
- 2013: Violetta – Laura, siostra Andrésa
- 2013: Psi patrol –
  - Katie,
  - Carlos (odc. 33a, 38a),
  - Julia (odc. 42a),
  - Ice (odc. 50b)
- 2013: Sanjay i Craig – Megan Sparkles
- 2013: Steven Universe –
  - Kiko (odc. 20)
  - Hopper (odc. 36)
  - jedna z os (odc. 39)
- 2013: Mako Mermaids: Syreny z Mako
- 2013: Akademia tańca – Phoebe (odc. 32-34, 36-37, 41, 43, 52, 58, 60-68, 70-71, 78, 80, 84, 88)
- 2013: Tom i Jerry Show –
  - Tuffy (odc. 9a, 14a, 15a, 18b, 19ab, 20b, 24a, 26b),
  - Toodles (odc. 9b),
  - złota rybka (odc. 16b),
  - pokojówka (odc. 18b),
  - Misty (odc. 23a)
- 2013: Alisa i kosmiczna klasa – Alisa
- 2013–2014: Wiking Vic –
  - Ylvi,
  - Arvid,
  - Karl (późniejsze odcinki),
  - Erik (odc. 43),
  - Grethel (jedna z kwestii w odc. 48),
  - Ming-Tsu (odc. 52-53)
- 2014: Elsword PL – Elesis
- 2014: Masza i Niedźwiedź – Masza
- 2014: Lato w mieście – Tamar Golan
- 2014: Ever After High – Briar Beauty, Wiewiór
- 2014: Winx Club: Tajemnica morskich głębin – Icy
- 2014: Petz Klub –
  - Sophie (odc. 1)
  - Agata (odc. 10-11, 14, 20)
- 2015: Żółwik Sammy i spółka – Ella
- 2015: Alvin i wiewiórki – Eleanor
- 2015: Henio Dzióbek – Klara
- 2015: Przygody Kota w butach – Esme
- 2018: Blue (serial animowany) – Mama
- 2018–2020: Kicia to nie kot – Molka
- 2021: Patryk Rozgwiazda Show – Kalmarka Rozgwiazda
- 2021: Kid Cosmic – Jo
- 2022: Królik Bugs: nowe konstrukcje – Gertie (odc. 12)
- 2025: Ciaprotto i Skrzydła Wartości- Ciaprotto

### Gry komputerowe
- 2002: Harry Potter i Komnata Tajemnic – Hermiona Granger
- 2002: Icewind Dale II –
  - Maralie Fiddlebender (dziecko),
  - Mały Hannu,
  - Soundset – kobieta mnich
- 2006: Neverwinter Nights 2 –
  - Dori,
  - Heeta,
  - Duch Laeleen,
  - Kapitan straży
- 2006: Gothic 3 –
  - Yasmin,
  - Alima,
  - Aila,
  - Niewolnice
- 2008: Sam & Max: Sezon 1 – Sybilla Pandemia
- 2008: Mass Effect – Liara T’Soni
- 2008: So Blonde: Blondynka w opałach – Tana
- 2008: Fallout 3 – Betty
- 2008: Neverwinter Nights 2: Gniew Zehira –
  - Chir Mroczny Płomień,
  - Frenya,
  - Marynarz
- 2009: Dragon Age: Początek –
  - Gheyna,
  - Marjolaine,
  - Cora,
  - Nigella,
  - Elva,
  - Mag czeladnik,
  - Druhna,
  - Krasnoludzka handlarka,
  - Grywalna postać – elfka o zarozumiałym głosie
- 2009: Harry Potter i Książę Półkrwi –
  - Gryfonka #4,
  - Puchonka #2,
  - Krukonka #3
- 2009: Invizimals – Yasmin
- 2009: Transformers: Zemsta upadłych – Mikaela Banes
- 2009: Disciples III: Odrodzenie –
  - Sylfida,
  - Wojownik
- 2010: Dragon Age: Początek – Przebudzenie –
  - Bannora Esmerella,
  - Daniela
- 2010: Więźniowie wyobraźni
- 2010: Mass Effect 2 –
  - Rebekah Petrovsky,
  - Młoda asar
- 2010: God of War III – Kochanka Afrodyty
- 2010: Heavy Rain – Recepcjonistka w szpitalu
- 2010: Kung Fu Rider – Karin
- 2011: Afterfall: InSanity – Kobieta w schronie
- 2011: Arcania: Upadek Setarrif –
  - Lana,
  - Kruk Burzy
- 2011: Auta 2 – Carla Turbiña
- 2011: Darpspore – narrator
- 2011: Ratchet & Clank: 4 za jednego – Susie
- 2011: Resistance 3 – Więźniarka
- 2011: Motorstorm: Apokalipsa –
  - Candi,
  - Prezenterka telewizyjna
- 2011: Skylanders: Spyro’s Adventure – Cynder
- 2011: Wiedźmin 2: Zabójcy królów – prostytutka, kelnerka
- 2012: League of Legends – Lulu
- 2012: Diablo III – Zaklinaczka Eirena
- 2012: Skylanders: Giants – Cynder
- 2011: Harry Potter i Insygnia Śmierci, część II
- 2011: Kinect Sports: Sezon 2 – Komentatorka jazdy na nartach
- 2011: Wiedźmin 2: Zabójcy królów –
  - Kelnerka,
  - Prostytutka
- 2012: Diablo III – Eirena
- 2012: Epic Mickey 2: Siła dwóch – Ortensja
- 2012: LittleBigPlanet – Marianna Noisette
- 2014: Elsword PL – Elesis

### Programy
- 2011: Disney’s Friends for Change Games
- 2011: Wkręty z górnej półki

### Słuchowiska
- 1956: Matysiakowie – Małgorzata Piekarska
- 2011: Anielskie sprawki
- 2011: Stacja dwunasta – Baśka
- 2011: Mikołajek – Pani
- 2011: Miecz przeznaczenia – Ciri
- 2011: Rzeka pełna mleka –
  - Małpa,
  - Pantera
- 2011: Psoty królewny Śmieszki – Królewna
- 2011: Zwariowana kałuża – Matylda
- 2011: Kot paskowy – Sikorka
- 2012: Nagie pióro – Dama
- 2012: Tygrys Pietrek – Kot
- 2012: Miles, czyli żołnierz – Dziennikarka
- 2012: Tatanka
  - Lama,
  - Sarna
- 2012: Żabusia – Mała Jadzia
- 2012: Gra o tron – Shea
- 2013: Rok chińskiego smoka – Julka
- 2015: Krew Elfów – Ciri
- 2015: Czas Pogardy – Ciri

## Dialogi polskie
- 2013: Czarodzieje kontra Obcy (odc. 9-12)
- D2013: Klub bystrzaków (odc. 13-26)

## Tłumaczenie
- D2013: Klub bystrzaków (odc. 13-14, 17, 21, 26)